# Arrés (Huesca)
Arrés es una localidad española actualmente perteneciente al municipio de Bailo, en la Jacetania, provincia de Huesca, Aragón.

## Historia
Se menciona por primera vez en el año 850 en la crónica del monasterio de San Juan de la Peña. Un documento fechado el 15 de mayo de 1090 informa del intercambio de algunas posesiones entre el monasterio y el rey Sancho Ramírez , incluido Arrés. Se conoce otro cambio para 1294, de Artal de Alagón pasó al rey Jaime II de Aragón, y a finales del siglo XV finalmente al Señorío de Rueda. Para el siglo XVI tenía tres hogares.
En el transcurso de la década de 1990, voluntarios reconstruyeron la antigua casa de maestros de la escuela del pueblo y establecieron allí un albergue en la ruta del Camino de Santiago francés en Aragón. El flujo constante de peregrinos desde la apertura parece haber ayudado a revitalizar el lugar. Mientras tanto, otras casas también se han rehabilitado.

## Geografía
Arrés, como la mayoría de los pueblos del valle de la Canal de Berdún, está diseñado como un pueblo fortificado situado en una cresta rocosa.

## Patrimonio
- Castillo de Arrés: fortaleza tardo-gótica del siglo XV, abandonada en el siglo XVI en la actualidad reformada. Declarada como Bien de Interés Cultural, en virtud de la Disposición Adicional Segunda de la Ley 3/1999 de 10 de marzo.
- Iglesia de Arrés: está dedicada a Santa Colomba.